# Кипиани, Николай Зурабович
Николай Зурабович Кипиани (род. 25 января 1997, Тбилиси) — российский футболист, полузащитник.

## Биография
Родился 25 января 1997 году в Тбилиси (Грузия). Дальний родственник советского футболиста Давида Кипиани, заниматься футболом начал в московской академии Рината Дасаева. 
В 2014—2016 годах выступал в молодёжной команде московского «Локомотива». За два сезона провёл 33 матча и забил 4 гола. По окончании сезона 2015/16 футболист получил возможность тренироваться с клубом «Оренбург», что стало важным этапом в его карьере, хотя контракт с клубом так и не был подписан.

### Кипр
В сентябре 2016 года сделал первый шаг в международной карьере, подписав 10-месячный контракт с клубом высшего дивизиона Кипра «Этникос» Ахна. В 2017 году он перешёл в более амбициозный кипрский клуб — «Омония» Никосия.

### Возвращение в Россию
25 июля 2019 года футболист подписал контракт с казанским «Рубином», где выступал под номером 70. Однако его пребывание в «Рубине» было недолгим, и уже 16 февраля 2020 года он подписал контракт с волгоградским «Ротором». В составе «Ротора» он провёл несколько сезонов, но покинул клуб по окончании сезона 2021/22.

### Грузия
16 января 2023 года футболист подписал контракт с грузинским клубом «Телави», где провёл полгода. 1 июля 2023 года он перешёл в другой грузинский клуб — «Динамо» (Батуми) на правах свободного агента. Однако его пребывание в «Динамо» также оказалось недолгим.

### Армения
6 сентября 2023 года подписал контракт с армянским клубом «Арарат-Армения» (Ереван).

### Переход в медиафутбол
2 августа 2024 года футболист перешел в грузинский клуб «Телави», подписав контракт на год. Однако в январе 2025 года решил попробовать себя в новом формате футбола и присоединился к медиафутбольной команде 2DROTS. Дебютировал за неё в Суперкубке Медиалиги. Покинул клуб в июне.

### Возвращение в «Телави»
18 июля 2025 года вернулся в грузинский клуб «Телави», подписав контракт до конца года.

## Карьера в сборной
С 2012 года выступал за молодёжную сборную России. Дебютировал в составе юношеской сборной России в мае 2012 года в товарищеском матче против Шотландии. Принимал участие в отборочных играх на молодёжные чемпионаты Европы 2014 и 2016 годов.

## Клубная статистика
| Выступление        | Выступление                                 | Выступление      | Лига | Лига | Кубок | Кубок | Другие | Другие | Итого | Итого |
| Клуб               | Лига                                        | Сезон            | Игры | Голы | Игры  | Голы  | Игры   | Голы   | Игры  | Голы  |
| ------------------ | ------------------------------------------- | ---------------- | ---- | ---- | ----- | ----- | ------ | ------ | ----- | ----- |
| Локомотив (Москва) | Молодёжная футбольная лига                  | 2013/14          | 4    | 0    | —     | —     | —      | —      | 4     | 0     |
| Локомотив (Москва) | Молодёжная футбольная лига                  | 2014/15          | 18   | 2    | —     | —     | —      | —      | 18    | 2     |
| Локомотив (Москва) | Молодёжная футбольная лига                  | 2015/16          | 11   | 2    | —     | —     | —      | —      | 11    | 2     |
| Локомотив (Москва) | Итого                                       | Итого            | 33   | 4    | —     | —     | —      | —      | 33    | 4     |
| «Этникос» Ахна     | Первый дивизион чемпионата Кипра по футболу | 2016/17          | 32   | 6    | 0     | 0     | —      | —      | 32    | 6     |
| «Этникос» Ахна     | Первый дивизион чемпионата Кипра по футболу | 2017/18          | 17   | 4    | 0     | 0     | —      | —      | 17    | 4     |
| «Этникос» Ахна     | Итого                                       | Итого            | 49   | 10   | 0     | 0     | —      | —      | 49    | 10    |
| Омония             | Первый дивизион чемпионата Кипра по футболу | 2017/18          | 13   | 1    | 0     | 0     | —      | —      | 13    | 1     |
| Омония             | Итого                                       | Итого            | 13   | 1    | 0     | 0     | —      | —      | 13    | 1     |
| → Эрмис            | Первый дивизион чемпионата Кипра по футболу | 2018/19          | 12   | 0    | 0     | 0     | —      | —      | 12    | 0     |
| → Эрмис            | Итого                                       | Итого            | 12   | 0    | 0     | 0     | —      | —      | 12    | 0     |
| Рустави            | Эровнули лига                               | 2019/20          | 13   | 3    | 1     | 0     | —      | —      | 14    | 3     |
| Рустави            | Итого                                       | Итого            | 13   | 3    | 1     | 0     | —      | —      | 14    | 3     |
| Рубин              | Чемпионат России по футболу                 | 2019/20          | 3    | 0    | 0     | 0     | —      | —      | 3     | 0     |
| Рубин              | Итого                                       | Итого            | 3    | 0    | 0     | 0     | —      | —      | 3     | 0     |
| → Ротор            | Первая лига России по футболу               | 2019/20          | 0    | 0    | 0     | 0     | —      | —      | 0     | 0     |
| → Ротор            | Итого                                       | Итого            | 0    | 0    | 0     | 0     | —      | —      | 0     | 0     |
| Ротор              | Чемпионат России по футболу                 | 2020/21          | 14   | 1    | 1     | 0     | —      | —      | 15    | 1     |
| Ротор              | Первая лига России по футболу               | 2021/22          | 24   | 2    | 2     | 0     | —      | —      | 26    | 2     |
| Ротор              | Итого                                       | Итого            | 38   | 3    | 3     | 0     | —      | —      | 41    | 3     |
| Телави             | Эровнули лига                               | 2023/24          | 15   | 1    | 0     | 0     | —      | —      | 15    | 1     |
| Телави             | Итого                                       | Итого            | 15   | 1    | 0     | 0     | —      | —      | 15    | 1     |
| Динамо (Батуми)    | Эровнули лига                               | 2023/24          | 0    | 0    | 1     | 0     | —      | —      | 1     | 0     |
| Динамо (Батуми)    | Итого                                       | Итого            | 0    | 0    | 1     | 0     | —      | —      | 1     | 0     |
| Арарат-Армения     | Армянская Премьер-лига                      | 2023/24          | 20   | 1    | 1     | 0     | —      | —      | 21    | 1     |
| Арарат-Армения     | Итого                                       | Итого            | 20   | 1    | 1     | 0     | —      | —      | 21    | 1     |
| Телави             | Эровнули лига                               | 2024/25          | 10   | 1    | 1     | 0     | —      | —      | 11    | 1     |
| Телави             | Итого                                       | Итого            | 10   | 1    | 1     | 0     | —      | —      | 11    | 1     |
| Всего за карьеру   | Всего за карьеру                            | Всего за карьеру | 206  | 24   | 7     | 0     | —      | —      | 213   | 24    |

## Достижения

### Командные
«Ротор»
- Победитель первенства ФНЛ: 2019/2020

«Арарат-Армения»
- Обладатель Кубка Армении: 2023/24